# Вертикаль (фільм)
«Вертикаль» (рос. «Вертикаль») — радянський художній фільм 1967 року режисерів Станіслава Говорухіна і Бориса Дурова. Прем'єра фільму відбулася в липні 1967 року. На ліцензійному DVD фільм випустила фірма «CP Digital».

## Сюжет
Група альпіністів під керівництвом досвідченого Віталія Ломова вирушає в Сванетію для сходження на гору Ор-Тау. Четверо йдуть на вершину, а внизу, у таборі, залишаються радист Володя і лікар Лариса. Володя отримує повідомлення про наближення циклону і передає його групі, проте один з альпіністів приховує цю важливу інформацію від своїх супутників. Альпіністи досягають вершини, але на спуску з неї їх наздоганяє снігопад і гроза. Альпіністів чекає важкий шлях назад, у базовий табір.

## У ролях
- Володимир Висоцький — Володя
- Маргарита Кошелева — Ріта
- Геннадій Воропаєв — Геннадій
- Олександр Фадєєв — Нікітін
- Георгій Кульбуш — Ломов
- Лариса Лужина — Лариса, лікар
- Бухуті Закаріадзе — Віссаріон
- Расмі Джабраїлов — Юртайкин (немає в титрах)
- Світлана Живанкова — подруга Геннадія (немає у титрах)

У створенні фільму брали участь альпіністи, майстри спорту СРСР:
- Лідія Додинкіна (Неведомська) — дублювала Ларису Лужину.
- Михайло Ануфріков, Л. Єлісєєв, Д. Кахіані, Ш. Маргіані, Є. Персіанов, Г. Прокошин, С. Якімов, Е. Багдасаров, Д. Черешкін, М. Шурдумов та ін.

## Знімальна група
- Автори сценарію: Сергій Тарасов, за участю Миколи Рашеєва
- Режисери-постановники: Станіслав Говорухін, Борис Дуров
- Оператор-постановник: Альберт Осипов
- Художник-постановник: Михайло Заяць
- Автор і виконавець пісень: Володимир Висоцький
- Композитор: Софія Губайдуліна
- Звукооператори: Геннадій Коненкін, Анатолій Нетребенко
- Режисер: Степан Пучинян
- Оператор: В. Снежко
- Художник-гример: Г. Волошин
- Монтажер: Ельвіра Сєрова
- Редактор: Василь Решетников
- Державний симфонічний оркестр кінематографії, диригент: Володимир Васильєв
- Директор картини: В. Дмитрієв
- Тренер по альпінізму: Михайло Ануфріков

## Пісні
У фільмі звучать наступні авторські пісні В. Висоцького:
- «Пісня про друга» («Если друг оказался вдруг…».);
- «Свои обиды каждый человек…» — фонограма з фільму є єдиним відомим авторським виконанням пісні[3];
- «Вершина» («Здесь вам не равнина…»);
- «Військова пісня» («Мерцал закат, как сталь клинка…»);
- «Прощання з горами» («В суету городов и в потоки машин…»).

Пісня «Скалолазка» («Я спросил тебя: „Зачем идёте в гору вы?“»?) до фільму не увійшла, як і сцена, в якій її передбачалося використати.

### Використання музики і пісень
- Чотири пісні з фільму: «Прощання з горами», «Пісня про друга», «Вершина» і «Військова пісня» вийшли в 1968 році на гнучкій грамплатівці «Пісні з кінофільму Вертикаль» (фірма «Мелодія»).
- Уривок фонограми «Пісні про друга» з фільму («художній свист») був використаний в 1-му і 10-му випусках мультсеріалу «Ну, постривай!».

## Зйомки фільму
Фільм знімали у Приельбруссі, з 21.7 по 28.12.1966 року, на чорно-білу плівку.